# Smittina marionensis
Smittina marionensis är en mossdjursart som först beskrevs av Busk 1854.  Smittina marionensis ingår i släktet Smittina och familjen Smittinidae. Inga underarter finns listade i Catalogue of Life.